# Mete Kalkavan
Mete Kalkavan (Istanbul, 17 augustus 1979) is een Turks voormalig voetbalscheidsrechter. Hij was in dienst van FIFA en UEFA tussen 2013 en 2019. Ook leidde hij van 2011 tot 2023 wedstrijden in de Süper Lig.
Op 8 mei 2011 leidde Kalkavan zijn eerste wedstrijd in de Turkse nationale competitie. Tijdens het duel tussen Gençlerbirliği en Konyaspor (2–1 voor de thuisclub) trok de leidsman vijfmaal de gele kaart. In Europees verband debuteerde hij op 25 juli 2013 tijdens een wedstrijd tussen Jeunesse Esch en FK Ventspils in de voorronde van de UEFA Europa League; het eindigde in 1–4 en Kalkavan trok viermaal een gele kaart, waarvan twee voor dezelfde speler. Zijn eerste interland floot hij op 1 september 2016, toen Nederland met 1–2 verloor van Griekenland door doelpunten van Georginio Wijnaldum, Konstantinos Mitroglou en Giannis Gianniotas. Tijdens deze wedstrijd toonde Kalkavan aan Steven Berghuis en Kostas Manolas een gele kaart.

## Interlands
| Datum            | Plaats               | Wedstrijd               | Uitslag | Competitie        | Kreeg geel | Kreeg voor de tweede keer geel en dus rood | Weggestuurd |
| ---------------- | -------------------- | ----------------------- | ------- | ----------------- | ---------- | ------------------------------------------ | ----------- |
| 1 september 2016 | Eindhoven, Nederland | Nederland – Griekenland | 1 – 2   | Vriendschappelijk | 2          | 0                                          | 0           |
| 23 maart 2018    | Belek, Turkije       | Finland – Macedonië     | 0 – 0   | Vriendschappelijk | 5          | 0                                          | 0           |